# Euryops muirii
Euryops muirii là một loài thực vật có hoa trong họ Cúc. Loài này được C.A.Sm. mô tả khoa học đầu tiên năm 1927.